# Cédric Mionnet
Cédric Mionnet (né le 8 juillet 1974 à Montreuil, Pas-de-Calais, France) est un footballeur français, reconverti en tant que responsable des sports au Conseil général des Ardennes.

## Carrière
Dans la famille Mionnet, le football est plutôt le crédo de David, le frère aîné. Cédric se passionne pour le tennis de table. Au gré des mutations du père, gardien de la paix, ils emménagent à Saint-Omer. Sans club en ville, l'adolescent se tourne vers le ballon rond. 
À Écuires, l'entraîneur repère le petit génie, bientôt retenu en sport-études à Montreuil avec lequel il sera parmi les majors de la promotion qui intègreront le centre de formation du Touquet (alors en D2). Relégué en équipe réserve, Cédric Mionnet termine meilleur buteur du groupe, attisant les convoitises du RC Lens après un doublé à Bollaert.
Pas encore pro, Mionnet exerce la profession d'aide médico-psychologique dans un centre spécialisé à Samer, il aménage ses horaires pour signer en sang et or.
Après une petite saison parmi la réserve nordiste, Bruno Metsu, qui voulait déjà le recruter lorsqu'il officiait à l'AS Beauvais, l'engage au CS Sedan Ardennes.
Là bas, l'attaquant va connaitre un parcours exceptionnel en National, il inscrit 7 buts et contribue à faire monter le club en division 2. Alors entrainé par Patrick Remy, le club connait une seconde montée inespérée en se positionnant en seconde place, grâce notamment aux 17 buts de Mionnet. En plus de la promotion dans l'élite du foot français, il parvient jusqu'en finale de la Coupe de France qu'il perd face au FC Nantes (1-0) de Mickaël Landreau, Frédéric Da Rocha et Olivier Monterrubio.
En première division, alors que tous voient Sedan sombrer, le club récolte une 7e place dès sa première saison en 1999/2000, et Mionnet fait figure de bon attaquant avec 7 buts. Il forme un duo avec Pius N'Diefi à la tête de l'attaque sedanaise. Le club ardennais inflige un cinglant 5-1 au PSG à domicile. 
Mionnet améliore ses statistiques dès la saison 2000/2001 en inscrivant pas moins de 10 buts permettant au club de se qualifier pour la coupe UEFA en fin d'année, grâce à sa 5e place historique au championnat et la victoire de Lyon en coupe de la Ligue. Il reste aujourd'hui encore dans le cœur des supporters sedanais auprès des Nicolas Sachy, Olivier Quint, Pierre Deblock ou encore Henri Camara.
Mais en 2001/2002, les choses deviennent plus compliquées, le club n'est plus aussi bien classé en championnat et échappe de peu à la relégation, l'expérience en Coupe d'Europe tourne court avec une élimination dès le premier tour mais surtout le 17 mars 2001, il est victime d'un vilain tacle de Nicolas Gillet, il rentre de Nantes avec le genou cassé. 
Sa saison est finie et il faut attendre le 20 octobre 2001 pour le revoir avec le maillot ardennais, pour la rencontre perdue 1-2 face au PSG, au cours de laquelle le joueur marque pour son retour. Mais après cette blessure, Mionnet ne sera plus jamais le même.
En 2002-03, le club est mal classé et Cédric Mionnet n'inscrit qu'un seul but en six mois, au point que dès le mercato il s'envole pour l'OGC Nice. L'aventure tourne court dans le Sud, Cédric inscrit deux buts en six mois et la saison suivante il est évincé de l'effectif.
Demandant du temps de jeu, il est "logiquement" prêté à Sedan qui est depuis son départ redescendu en Ligue 2. Mais les Ardennes ont changé et en 18 matchs, Cédric n'inscrit qu'un seul but, échouant au pari de la remontée immédiate du club dans l'élite.
De retour à Nice, il est en fin de contrat et répond favorablement à la proposition de Jean-Guy Wallemme, qui souhaite en faire l'attaquant principal de l'équipe du FC Rouen en National pour la saison 2004/2005. Là encore, l'aventure est rude, malgré des stats admirables d'un but tous les deux matchs (12 matchs, 6 buts), Mionnet est très souvent blessé, et surtout l'équipe de Rouen favorite à la montée en Ligue 2 s'écrase jusqu'en CFA.
Libre par la perte du statut pro du club, il s'engage avec le Tours Football Club en 2005/2006, toujours en National. Si collectivement, l'aventure est belle avec l'accession en Ligue 2, sur le plan personnel elle est quasi nulle pour le joueur qui est blessé toute la saison et ne fait que 4 matchs. Face à un niveau de jeu qu'il ne retrouve pas et la multiplication des blessures, il prend sa retraite à la fin de la saison, pour devenir Chef du Service des Sports au Conseil général des Ardennes. 
Il joue une année en Promotion (Championnat Belge) avec le club de Bertrix, puis prend une licence amateur avec le club ardennais de Bazeilles.

## Clubs successifs
- 1996-1997 : RC Lens  France
- 1997-2002 : CS Sedan Ardennes  France
- 2002-2003 : OGC Nice  France
- 2003-2004 : CS Sedan Ardennes  France
- 2004-2005 : FC Rouen  France
- 2005-2006 : Tours FC  France
- 2006-2007 : R Entente Bertrigeoise  Belgique
- 2007-2008 : Hannogne-Saint-Martin  France[2]

## Palmarès
- Vice-Champion de France de National en 1998 avec le CS Sedan Ardennes
- Vice-Champion de France de Division 2 en 1999 avec le CS Sedan Ardennes
- Finaliste de la Coupe de France en 1999 avec le CS Sedan Ardennes
- Vice-Champion de France de National en 2006 avec le Tours FC